# I’ll Be Home for Christmas (Lied)

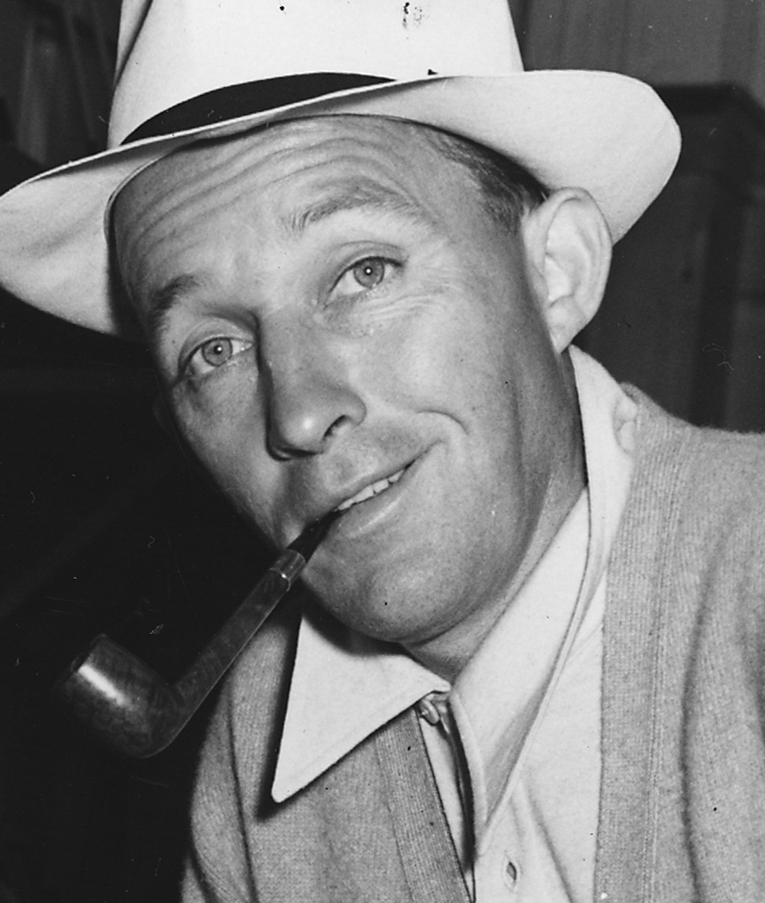
Bing Crosby (1942)

I’ll Be Home for Christmas ist ein Weihnachtslied, das Walter Kent (Musik), Buck Ram und Kim Gannon (Text) verfassten und 1943 veröffentlichten.

## Hintergrund
Der von Kent und Gannon geschriebene Song wurde 1943 durch die Aufnahme von Bing Crosby populär, ein Jahr nach seinem Hit White Christmas. In der Hauptphase des Zweiten Weltkriegs reflektierte der Songtext die Sehnsüchte der Kriegsteilnehmer und ihrer Angehörigen:
I’ll be home for Christmas,
You can count on me.
Please have snow and mistletoe
And presents on the tree.
Christmas eve will find me,
Where the love light gleams
I’ll be Home for Christmas,
If only in my dreams.

## Erste Aufnahmen und spätere Coverversionen
Zu den Musikern, die den Song bereits 1943 ebenfalls coverten, gehörten Sid Peltyn and His Orchestra (Hit Records) und das Orchester von Glenn Miller. Der Diskograf Tom Lord listet im Bereich des Jazz insgesamt 149 (Stand 2015) Coverversionen, u. a. von Bill Doggett, Ralph Flanagan, The World’s Greatest Jazz Band, Nat Gonella, Buddy Monro, Charlie Spivak, Mercer Ellington, Al Hibbler/Mickey Bass, McCoy Tyner, Ron Eschete, Anita O’Day, The Four Freshmen, Leon Redbone, Bob Mover, Houston Person/Etta Jones, Eliane Elias, Diane Schuur, Jim Galloway/Jay McShann, Lou Rawls, Oliver Jones, Rod Mason, Bill Cunliffe und Oscar Peterson. Auch Doris Day, Frank Sinatra, Elvis Presley & Carrie Underwood, Barbra Streisand und Michael Bublé coverten den Song.

## Charts und Chartplatzierungen

### Version von Bing Crosby
| Periode   | Höchstplatzierung, GesamtwochenChartsChartplatzierungen (Periode, Platzierungen, Wochen) |
| Periode   | US                                                                                       |
| --------- | ---------------------------------------------------------------------------------------- |
| 1943/44   | US3 (5 Wo.)US                                                                            |
|           |                                                                                          |
|           |                                                                                          |
| 2020/21   | US50 (1 Wo.)US                                                                           |
| Insgesamt | US3 (6 Wo.)US                                                                            |

### Version von Josh Groban
| Periode   | Höchstplatzierung, GesamtwochenChartsChartplatzierungen (Periode, Platzierungen, Wochen) |
| Periode   | US                                                                                       |
| --------- | ---------------------------------------------------------------------------------------- |
| 2006/07   | US95 (1 Wo.)US                                                                           |
| Insgesamt | US95 (1 Wo.)US                                                                           |

### Version von Kelly Clarkson
| Periode   | Höchstplatzierung, GesamtwochenChartsChartplatzierungen (Periode, Platzierungen, Wochen) |
| Periode   | US                                                                                       |
| --------- | ---------------------------------------------------------------------------------------- |
| 2011/12   | US93 (1 Wo.)US                                                                           |
| Insgesamt | US93 (1 Wo.)US                                                                           |

### Version von Camila Cabello
| Periode   | Höchstplatzierung, GesamtwochenChartplatzierungen (Periode, Platzierungen, Wochen) | Höchstplatzierung, GesamtwochenChartplatzierungen (Periode, Platzierungen, Wochen) |
| Periode   | UK                                                                                 | US                                                                                 |
| --------- | ---------------------------------------------------------------------------------- | ---------------------------------------------------------------------------------- |
| 2021/22   | UK24 (5 Wo.)UK                                                                     | US71 (4 Wo.)US                                                                     |
| Insgesamt | UK24 (5 Wo.)UK                                                                     | US71 (4 Wo.)US                                                                     |

### Version von Michael Bublé
| Periode   | Höchstplatzierung, GesamtwochenChartsChartplatzierungen (Periode, Platzierungen, Wochen) |
| Periode   | CH                                                                                       |
| --------- | ---------------------------------------------------------------------------------------- |
| 2021/22   | CH82 (1 Wo.)CH                                                                           |
| Insgesamt | CH82 (1 Wo.)CH                                                                           |